# يوحنا بروكس
يوحنا بروكس (بالإنجليزية: John Brooks)‏ (8 فبراير 1927 بستوك أون ترينت في المملكة المتحدة - ) هو لاعب كرة قدم بريطاني في مركز الوسط. لعب مع ستوك سيتي.